# フラックス・ゲートセンサ
フラックス・ゲートセンサ（英語: Fluxgate Sensor）は、磁場の大きさを計測することを目的とした磁気センサ。

## 概要
フラックス・ゲートセンサとは、励起コイル、受信コイル、高透磁率(軟磁性)磁性材料からなるコア、励起・受信回路で構成され、コア（鉄芯）にそれぞれ逆向きの一次および二次コイルが巻かれ、一次コイルに交流を流すことによってコアを励磁して外部の直流磁界によって生じる二次側の出力電流から磁界強度を求める。鉄心の代わりに透磁率の高い軟磁性のフェライトやアモルファス合金も使用される。2001年に九州大学の研究チームによりフラックスゲート磁界センサの雑音を1/100にする技術が開発され、近年では性能が向上して従来では超伝導量子干渉素子(SQUID)を使用していたような心磁図等の生体磁気の計測を視野に入れた開発が進められつつある。
他の磁気センサに対する長所
- 磁場分解能が高い（0.3nT）
- DC∼100Hzの磁界を測定可能
- 温度安定性が良い
- 入力磁場に対する直線性が高い
- 磁力計がコンパクトに構成される
- リングコア型フラックス・ゲートセンサでは磁芯の終端が無いため優れた特性の磁力計が構成できる
- 極低温への冷却が不要

他の磁気センサに対する短所
- 磁気パターン検出の際の空間分解能が悪い
- コイルの熱膨張や磁芯材料の特性のためドリフトや温度特性を生じる
- 巻線コイルを含む構造が複雑で製造コストが高い
- 絶対精度ではプロトン磁力計よりも劣る
- 移動体での測定では精度の高い姿勢情報が必要となり、その使用は特別な場合に限定される

## 主な用途
- 地下鉱脈の捜索
- 潜水艦の位置特定
- 機雷、地雷の探知センサ
- 心磁図等の生体磁気の計測
- 探査機
- 自律型無人潜水機

## 文献
- 牧野雅彦 著、物理探査学会 編『物理探査ハンドブック』1998年、第9章3節頁。
- Günter Dr. Musmann (2010年2月). Fluxgate Magnetometers for Space Research. BoD. ISBN 9783839137024